# Kubus im Petuelpark

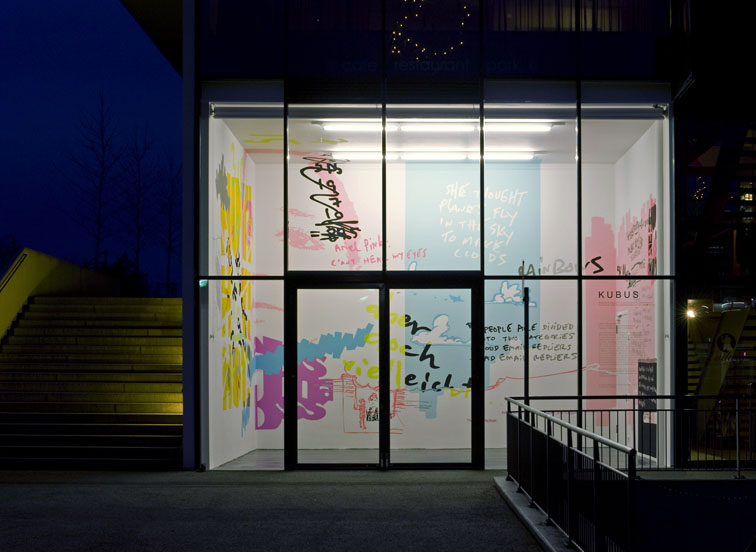
Kubus

Der Kubus im Petuelpark ist ein Ausstellungsraum im Untergeschoss eines Cafégebäudes in München. Er war eine Ausstellungsdependance der Städtischen Galerie im Lenbachhaus.

## Lage
Das Gebäude steht am Fontänenplatz des Petuelparks, der oberhalb des durch den Petueltunnel verlaufenden Petuelrings angelegt ist. An der Nordseite ist auf der Ebene des Fontänenplatzes der Eingang in das Café. An der Westseite führt eine Treppe hinunter zum Nymphenburg-Biedersteiner Kanal und der an ihm entlang führenden Straße. An der Südseite des Gebäudes gibt eine Glasfassade den Blick in den Kubus frei. Davor führt eine breite Brücke platzartig über den Kanal.

## Geschichte
Der Kubus entstand im Rahmen von Quivid, dem Kunst-am-Bau-Programm der Stadt München. Die Eröffnung fand am 7. Juni 2005 statt. Ursprünglich war geplant, dass das Lenbachhaus mit seiner Dependance einen eigenen Pavillon im Park beziehen sollte. Um Kosten zu sparen, kam es jedoch zu einem Ausstellungsraum in dem von Uwe Kiessler aus München entworfenen Café-Gebäude.
Der Ausstellungsraum ist von außen einsehbar, aber nur zeitweise begehbar. Er zeigte vierteljährlich wechselnde Ausstellungen zeitgenössischer Künstler, beginnend mit Stephan Hubers Installation „Kalte Kammer“ von Juni bis August 2005. Später wurden unter anderem Werke von Jan Christensen (2009) und Thomas Locher (2010) ausgestellt.